# Kawanishi E15K
El Kawanishi E15K Shiun (紫雲 "nube violeta"?), identificado por los Aliados como «Norm», fue un hidroavión de reconocimiento japonés de alta velocidad, que participó en la Segunda Guerra Mundial. 

## Historia
En 1939, la Armada Imperial Japonesa hizo el requerimiento 14 Shi, cuyo objeto era un hidroavión biplaza de reconocimiento de alta velocidad. El requerimiento fue dirigido directamente a Kawanishi, y no constaba de la usual lista de características obligatorias, salvo la capacidad de exceder el rendimiento de cazas basados en tierra.
Ello resultaba una tarea casi imposible para un hidroavión debido a la resistencia aerodinámica que crean los flotadores, con lo que Kawanishi trató de solucionar el problema en varios frentes. Aerodinámicamente se trató de reducir la resistencia empleando un perfil alar de flujo laminar diseñado por el profesor Ichiro Tani, de la Universidad Imperial de Tokio. Con el mismo objetivo se escogió la configuración de un único flotador ventral en lugar de dos flotadores principales. El flotador ventral estaba complementado con dos flotadores de equilibrado inflables en las alas, metálicos en su parte inferior, pero con la superior realizada de goma, que se retraían en el intradós alar tras deshincharse. Al ser desplegados previamente a un amerizaje, nuevamente se hinchaban para producir flotabilidad.
Para aumentar el rendimiento del motor Mitsubishi Kasei equipado, se incorporó, por primera vez en un aparato japonés, un sistema de dos hélices contrarrotativas. Estas características junto a un reducido peso, conseguido al carecer de blindaje y depósitos autosellantes, algo usual en aparatos japoneses, le permitían buenas características de manejo y una velocidad máxima de 468 km/h, insuficiente para escapar de un caza, pero el E15K contaba con la posibilidad de desprenderse de su flotador principal, con lo que su velocidad se podía ver incrementada en 93 km/h.
Los trabajos en el E15K se iniciaron en julio de 1939, pero la complejidad de sus innovaciones técnicas impidieron tener listo el primer prototipo hasta finales de 1941, realizando su primer vuelo el 5 de diciembre de ese año. Se trataba de un aparato monomotor, de construcción enteramente metálica, con los dos tripulantes sentados en tándem. El comportamiento en general del aparato fue bueno, pero se encontraron problemas con el control del cabeceo debido a las hélices dobles, y el mecanismo de retracción de los flotadores auxiliares no funcionaba correctamente. Se construyeron un total de seis prototipos, cuya mayor innovación fue el añadido de una aleta ventral para mejorar la estabilidad direccional.
Finalmente, el aparato entró en producción limitada en 1943 con la denominación «Hidroavión de reconocimiento de Alta Velocidad de la Armada Shiun Modelo 11». La corta serie se limitó a un total de nueve aparatos, en los que los constantes problemas del sistema de retracción obligó a su sustitución por flotadores fijos. Para compensar parcialmente el aumento de resistencia aerodinámica, se sustituyó el motor Kasei MK4D empleado originalmente por el más potente Kasei MK4S, de 1850 hp al despegue.
Seis E15K fueron enviados a Palaos, donde resultaron fácilmente derribados por su falta de blindaje y protección en los depósitos de combustible. El sistema de liberación del flotador principal, nunca probado, se demostró inoperante, con lo que el aparato resultaba demasiado lento y poco maniobrable para escapar de un caza, por no mencionar que su escaso armamento de una única ametralladora de 7,7 mm, en el puesto del observador, les convertía en adversarios poco temibles. Estos problemas llevaron a la finalización de la producción en febrero de 1944.

## Especificaciones
Referencia datos: The Xplanes of Imperial Japanese Army & Navy 1924-45

### Características generales
- Tripulación: 2
- Longitud: 11,587 m
- Envergadura: 14 m
- Altura: 4,95 m
- Superficie alar: 30 m²
- Peso vacío: 3165 kg
- Peso cargado: 4100 kg
- Planta motriz: 1× motor radial de 14 cilindros en doble estrella Mitsubishi Kasei MK4D.
  - Potencia: 1500 hp
- Hélices: 2× bipala por motor.

### Rendimiento
- Velocidad máxima operativa (Vno): 468 km/h
- Alcance: km
- Radio de acción: km
- Alcance en combate: km
- Alcance en ferry: km

### Armamento
- Ametralladoras:  1 de 7,7 mm
- Bombas: 2 de 60 kg

### Aeronaves similares
- Aichi E16A
- Arado Ar 196
- Vought OS2U Kingfisher

### Secuencias de designación
← E13A • E14Y • E15K • E16A